# Stephen Gilbert (auteur)
Stephen Gilbert (Newcastle, County Down, 22 juli 1912 – Whiteabbey, 23 juni 2010) was een Noord-Iers schrijver.

## Biografie
Stephen Gilbert was de zoon van koopman William Gilbert en Evelyn Helen (geboren Haig). Hij groeide op in het oosten van Belfast en op 10-jarige leeftijd werd hij naar een Engelse privéschool in Cheshire gestuurd, waarna hij naar de Loretto-school in Edinburgh ging, die hij in 1930 zonder diploma verliet. Daarna werkte Gilbert een tijdje als journalist voor de Northern Whig in Belfast, totdat hij halverwege de jaren 1930 bij zijn vaders bedrijf kwam werken, Samuel McCausland Ltd., een traditionele zaadhandel in Belfast. Op 19-jarige leeftijd ontmoette Gilbert de romanschrijver Forrest Reid die zijn mentor en levenslange vriend werd tot diens overlijden in 1947. 
In 1939 werd Gilbert lid van de aanvullende reserve van het Britse leger en hij vocht mee met het 3e Ulster Searchlight Regiment, een luchtverdedigingseenheid, in Frankrijk waarbij hij de evacuatie van de Britse Expeditiemacht meemaakte tijdens de Slag om Duinkerke in 1940.
In 1943 publiceerde Gilbert zijn eerste roman The Landslide, een fantastisch verhaal waarin door een aardverschuiving drakeneieren uitkomen. In zijn tweede roman Bombardier (1944) verwerkte hij zijn oorlogservaringen. Deze werd gevolgd door Monkeyface (1948), het verhaal van een slimme aap die probeert in de menselijke samenleving te leven, en de roman The Burnaby Experiments, waarin de excentrieke miljonair John Burnaby, een jongeman gebruikt in zijn experimenten om te helpen met "psychische translocatie". De protagonist had een aantal kenmerken gemeen met Forrest Reid. 
In 1945 trouwde Gilbert met Kathleen Ferguson Stevenson, met wie hij vier kinderen kreeg. Na een pauze van meer dan 15 jaar, waarin Gilbert zich wijdde aan zijn familie en bedrijf waar hij nu directeur van was, verscheen in 1968 zijn laatste en beroemdste roman Ratman's Notebooks over een jongeman die weinig contact heeft met andere mensen maar bevriend raakt met een rattenhorde en dit uiteindelijk voor zijn wraak gebruikt. Ratman's Notebooks is sindsdien twee keer verfilmd onder de titel Willard, eerst in 1971 door Daniel Mann en opnieuw in 2003 door Glen Morgan.